# Mapa (entreprise)
Pour les articles homonymes, voir Mapa.
 Mapa est une entreprise fondée en 1948 spécialisée dans la fabrication de gants en latex.

## Historique
- 1948 : création de Mapa par Robert Marret et Jean Paturel. Le nom de l'entreprise est constitué des deux premières lettres des patronymes respectifs des deux hommes.
- 1948 : mise au point de la fabrication du premier gant trempé en latex naturel.
- 1972 : Mapa rejoint le groupe Hutchinson, filiale de Total.
- 1997 : rapprochement des entreprises Mapa et Spontex, qui deviennent Mapa-Spontex.
- 2009 :
  - Janvier : Mapa-Spontex est retirée du giron de Hutchinson pour constituer une entité indépendante.
  - Décembre : Mapa-Spontex est vendue par Total au groupe américain Jarden[1].